# Uniform resource identifier
Een uniform resource identifier (URI), is een internet-protocolelement, gebaseerd op eerdere voorstellen van Tim Berners-Lee. Het is een unieke benaming van een "bron",  informatie, gegevens of dergelijke.

## URL en URN
De uniform resource locator (URL) en de uniform resource name (URN) zijn beide voorbeelden van de URI. Een URL wordt gebruikt om anderen toegang te geven tot een bron, terwijl een URN bedoeld is om bronnen uit elkaar te houden. Een zorgvuldig geformuleerde URI kan soms gebruikt worden als URL én als URN.
Een URL is een formele beschrijving om een bron te kunnen benaderen, een beetje zoals een routebeschrijving. Een URN identificeert enkel de bron met een unieke naam, deze hoeft dus geen betekenis te hebben.

## Voorbeelden

### URI-sjabloon
- protocol://[gebruiker:wachtwoord@]host(naam)[:poort]/path

### Absolute URI's
- https://nl.wikipedia.org/wiki/Uniform_resource_identifier
- ftp://ergens/leesmij.txt
- http://gebruiker:wachtwoord@ergens/leesmij.txt
- urn:dit-is-een-voorbeeld-van-een-ongeregistreerde-urn-naamruimte

### URI-verwijzingen
- http://voorbeeld/resource.txt#frag01
- http://ergens/absolute/URI/met/absolute/verwijzing/naar/tekst.txt
- /relatieve/URI/met/absolute/verwijzing/naar/tekst.txt
- relatief/pad/naar/tekst.txt
- ../../../tekst.txt
- tekst.txt
- /tekst.txt#fragment01
- #fragment01